# 옌펑구

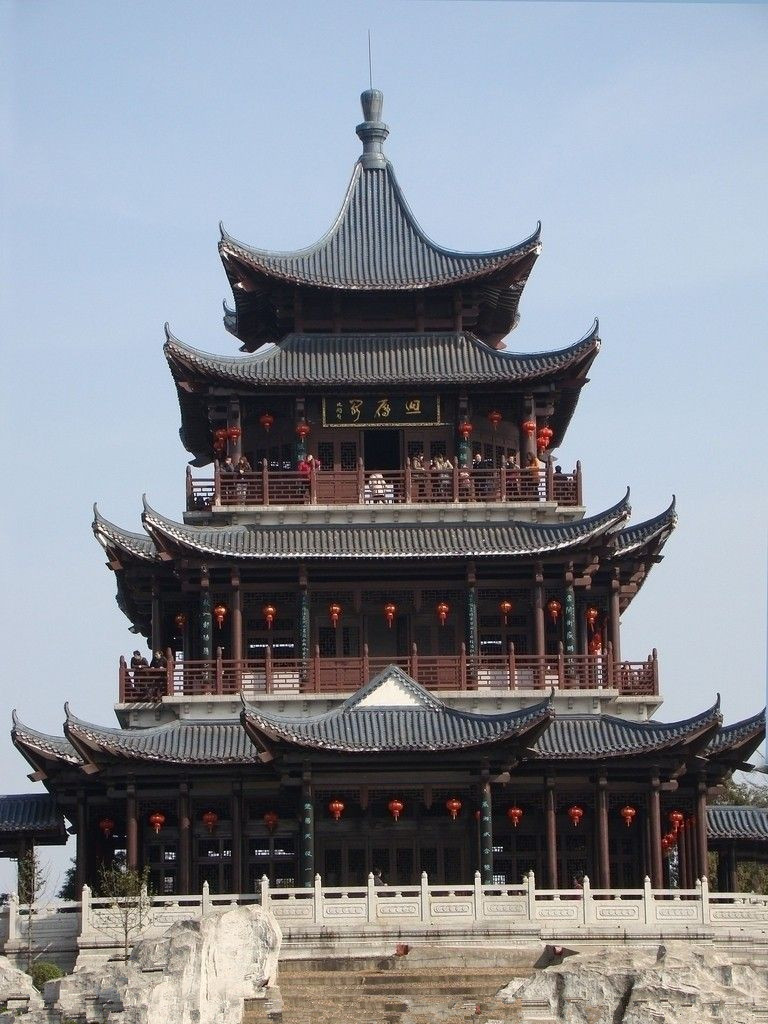

옌펑구(한국어: 안봉구, 중국어: 雁峰区, 병음: Yànfēng Qū)는 중화인민공화국 후난성 헝양 시의 현급 행정구역이다. 넓이는 93km2이고, 인구는 2007년 기준으로 200,000명이다.

## 행정 구역
5개 가도, 1개 진, 1개 향을 관할한다.
- 가도: 先锋街道, 雁峰街道, 天马山街道, 黄茶岭街道, 白沙洲街道.
- 진: 岳屏镇.
- 향: 湘江乡.